# Ураусу
Ураусу (яп. 浦臼町 Ураусу-тё:) — посёлок в Японии, находящийся в уезде Кабато округа Сорати губернаторства Хоккайдо. Площадь посёлка составляет 101,08 км², население — 2092 человека (30 июня 2014), плотность населения — 20,70 чел./км².

## Географическое положение
Посёлок расположен на острове Хоккайдо в губернаторстве Хоккайдо. С ним граничат город Бибай и посёлки Синтоцукава, Цукигата, Наиэ, Тобецу.

## Население
Население посёлка составляет 2092 человека (30 июня 2014), а плотность — 20,70 чел./км². Изменение численности населения с 1980 по 2005 годы:
| 1980 | 3654 чел. |  |
| 1985 | 3400 чел. |  |
| 1990 | 3058 чел. |  |
| 1995 | 2854 чел. |  |
| 2000 | 2643 чел. |  |
| 2005 | 2417 чел. |  |

## Символика
Деревом посёлка считается сакура, цветком — рододендрон.